# دانشگاه سمنان
دانشگاه عالی سمنان، یکی از دانشگاه‌های ایران در استان سمنان است. این دانشگاه در سال ۱۳۵۳ با نام «مدرسه عالی تکنولوژی سمنان» کار خود را آغاز کرد. ظرفیت پذیرش این مرکز در ابتدای تأسیس ۵۸۰ دانشجو در هشت رشته کاردانی بود که در زمینی به مساحت پنج‌هزار متر مربع بنا شد. سپس در سال ۱۳۶۷ با توسعه این مرکز و افزودن دو رشته کارشناسی الکترونیک و عمران به «مجتمع آموزش عالی سمنان»، تغییر نام داد. نهایتاً درسال ۱۳۷۲ با افتتاح دانشکده‌های مهندسی، تربیت معلم و آموزشکده دامپزشکی به دانشگاه سمنان تغییر داد. در حال حاضر بیش از ۴۰۰ عضو هیئت علمی در این دانشگاه فعالیت دارند که بیش از 56 نفر از آن‌ها استاد تمام و بیش از ۱۴۰ نفر دارای مرتبه دانشیاری هستند، و بیش از ۱۴۰۰۰ دانشجو مشغول به تحصیل می‌باشند.

## معرفی دانشگاه سمنان
دانشگاه سمنان، با بیش از نیم‌قرن تجربه آموزشی و پژوهشی، یکی از دانشگاه‌های بزرگ و مطرح کشور محسوب می‌شود. این مرکز آموزش عالی به صورت هیئت امنایی، با زیر‌بنایی بالغ بر ۵۰۰۰ متر مربع در هفت‌رشته کاردانی با ۵۸۰ دانشجو فعالیت خود را آغاز کرد. فعالیت این مرکز تا پیروزی انقلاب اسلامی به همین صورت ادامه داشت و پس از آن بود که تصمیم به گسترش فعالیت‌های این مدرسه عالی گرفته شد. در همین راستا این مرکز در دو رشته کارشناسی الکترونیک و مهندسی عمران دانشجو پذیرفت و با توسعه نسبی در سال ۱۳۶۷ به مجتمع آموزش عالی سمنان تبدیل شد. در سال ۱۳۷۲ این مجتمع به گسترش فعالیت‌های خود ازجمله افتتاح دانشکده‌های مهندسی، تربیت دبیر مهدی‌شهر و آموزشکدهٔ دامپزشکی شهمیرزاد پرداخت. در حال حاضر دانشگاه سمنان با داشتن بیش از ۸۰۰ هکتار فضا، پنج پردیس با نام‌های پردیس هنر، پردیس فنی و مهندسی، پردیس علوم پایه، پردیس علوم انسانی و پردیس علوم و فناوری‌های نوین، ۲۰ دانشکده و دو آموزشکده، دو پژوهشکده، ۹ گروه پژوهشی فعال، یک پارک علم و فناوری، ۲ مرکز رشد واحدهای فناور در سمنان و مهدی‌شهر، پردیس دانشگاهی بین‌المللی و مرکز آموزش‌های مجازی (الکترونیکی) ،۳۴۰ عضو هیئت علمی ثابت، بیش از ۱۶۵۰۰ دانشجو و پذیرش بیش از ۵۰۰۰ نفر دانشجوی جدیدالورود در سال تحصیلی ۹۳–۱۳۹۲ در ۶۶ رشته دکتری، ۱۰۲ رشته کارشناسی ارشد و ۷۰ رشته در مقطع کارشناسی و ۲ رشته کاردانی به یکی از دانشگاه‌های بزرگ ایران تبدیل شده است.
| رئیس                 | آغاز | پایان  | تحصیلات                                                     | دانشگاه                                                          |
| -------------------- | ---- | ------ | ----------------------------------------------------------- | ---------------------------------------------------------------- |
| عباس آریانپور کاشانی | ۱۳۵۳ | ۱۳۶۰   |                                                             |                                                                  |
| علی اصغری            | ۱۳۶۰ | ۱۳۶۱   |                                                             |                                                                  |
| محمد حسین بیسادی     | ۱۳۶۱ | ۱۳۶۴   |                                                             |                                                                  |
| عبدالحسین فریدون     | ۱۳۶۴ | ۱۳۷۰   | مهندسی مکانیک                                               | چکسلواکی دانشگاه فنی پراگ چکسلواکی سابق (دانشگاه فنی چک در پراگ) |
| پرویز کشاورزی        | ۱۳۷۰ | ۱۳۷۱   | مهندسی الکترونیک (در زمان ریاست دانشگاه سمنان) و مهندسی برق | دانشگاه تهران و دانشگاه منچستر                                   |
| عباسعلی طاهریان      | ۱۳۷۱ | ۱۳۷۷   | پزشکی                                                       | دانشگاه علوم پزشکی ایران                                         |
| عبدالحسین فریدون     | ۱۳۷۷ | ۱۳۸۵   | مهندسی مکانیک                                               | چکسلواکی دانشگاه فنی پراگ چکسلواکی سابق (دانشگاه فنی چک در پراگ) |
| علی خیرالدین         | ۱۳۸۵ | ۱۳۹۳   | مهندسی عمران - سازه                                         | دانشگاه مک گیل                                                   |
| عباس هنر بخش رئوف    | ۱۳۹۳ | ۱۳۹۶   | مهندسی مواد                                                 | دانشگاه لیدز                                                     |
| مسعود نصیری زرندی    | ۱۳۹۶ | ۱۴۰۱   | مهندسی شیمی                                                 | علم و صنعت ایران                                                 |
| سیف‌الله سعدالدین     | ۱۴۰۱ | تاکنون | مهندسی مکانیک                                               | علم و صنعت ایران                                                 |

## رتبه‌بندی‌های بین‌المللی
جدول زیر بر اساس رتبه‌بندی‌های جهانی در سال ۲۰۲۴ تهیه شده است:
| نام نظام رتبه‌بندی                  | رتبه      |
| ---------------------------------- | --------- |
| رتبه‌بندی تایمز (THE World)         | ۱۲۰۰–۱۰۰۰ |
| یو.اس. نیوز (USNWR Global)         | ۱۰۰۰+     |
| رتبه‌بندی لیدن (CWTS World)         | ۱۰۰۰+     |
| رتبه‌بندی شانگهای (ARWU World)      | -         |
| رتبه‌بندی دانشگاهی کیواس (QS World) | –         |

در رتبه‌بندی جدید پایگاه استنادی علوم جهان اسلام ISC دانشگاه‌های کشور، دانشگاه سمنان موفق شده، در جایگاه ۲۲ ام در میان دانشگاه‌های جامع کشور قرار گیرد.

## پردیس‌ها و دانشکده‌ها[۵]

### پردیس فنی مهندسی
- دانشکده مهندسی برق و کامپیوتر[۶]
- دانشکده مهندسی شیمی، نفت و گاز[۷]
- دانشکده مهندسی صنایع
- دانشکده مهندسی عمران دانشگاه سمنان[۸]
- دانشکده مهندسی مکانیک[۹]
- دانشکده مهندسی مواد و متالورژی[۱۰]

### پردیس علوم (علوم پایه)
- دانشکده ریاضی، آمار و علوم کامپیوتر[۱۱]
- دانشکده فیزیک[۱۲]
- دانشکده شیمی[۱۳]
- دانشکده علوم پایه (گروه زیست‌شناسی)

### پردیس علوم انسانی
- دانشکده علوم انسانی[۱۴]
- دانشکده اقتصاد، مدیریت و علوم اداری[۱۵]
- دانشکده روان‌شناسی و علوم تربیتی (مستقر در مهدیشهر)
- دانشکده ادبیات فارسی و زبان‌های خارجی[۱۴]
- دانشکده گردشگری

### پردیس علوم و فناوری‌های نوین
- دانشکده نفت
- دانشکده بیو فناوری
- دانشکده نانو فناوری
- دانشکده مهندسی هوافضا
- دانشکده مهندسی انرژی‌های نوین

### پردیس هنر
- دانشکده معماری و شهرسازی
- دانشکده هنر

### پردیس دامپزشکی، منابع طبیعی و کشاورزی
- دانشکده دامپزشکی و دامپروری
- دانشکده کویرشناسی
- دانشکده منابع طبیعی
- آموزشکده دامپزشکی شهمیرزاد

### پردیس بین‌الملل
این پردیس، نخستین پردیس دانشگاهی (بین‌الملل) استان سمنان است که در سال تحصیلی ۹۱–۹۲ با پذیرش دانشجو در ۳۱ رشته کارشناسی ارشد و ۷ رشته دکتری آغاز به کار کرده است. حدود ۳۰۰ دانشجوی کارشناسی ارشد و ۱۵ دانشجوی مقطع دکتری نخستین پذیرفته‌شدگان این پردیس هستند.
اعضای هیئت علمی دانشگاه سمنان
درگاه اعضای هیئت‌علمی دانشگاه سمنان
- دامغانیان، حسین
- رستگار، عباس علی
- بیگدلی، ایمان الله
- مسجد سرائی، حمید
- رحمان معرفت
- نادرپور، حسین
- ضیغمی، علی
- کشاورز، حبیب

## مراکز وابسته
- نهاد نمایندگی رهبر جمهوری اسلامی ایران در دانشگاه سمنان[۱۷]
- حوزه دانشگاهیان دانشگاه سمنان[۱۸]
- بنیاد خیرین دانشگاه سمنان[۱۹]
- بسیج اساتید دانشگاه سمنان
- هیئت ممیزه دانشگاه‌های منطقه البرز جنوبی (دانشگاه سمنان و دانشگاه دامغان)[۲۰]
- دبیرخانه هیئت نظارت و ارزیابی آموزش عالی استان سمنان[۲۱]
- پارک علم و فناوری دانشگاه سمنان[۲۲]
- آزمایشگاه تعامل انسان و اطلاعات دانشگاه سمنان
- human-information interaction laboratory of Semnan Univesity
- مرکز رشد واحدهای فناوری دانشگاه سمنان
- دفتر ارتباط با صنعت
- کانون علوم نوین
- کانون شکوفایی خلاقیت
- دفتر مشاوره مالکیت فکری و ثبت اختراع
- مرکز کارآفرینی
- مرکز ارتقاء مهارت فنی
- مرکز امنیت شبکه[۲۳]

## پژوهشکده‌ها و مراکز تحقیقاتی

### پژوهشکده مواد پیشرفته[۲۴]
- گروه پژوهشی رشد بلور[۲۵]
- گروه پژوهشی گچ[۲۶]
- گروه پژوهشی نمک[۲۷]
- گروه پژوهشی واکنش‌های غیرهمگن[۲۸]

### پژوهشکدهفناوری‌های پیشرفتهساختمان[۲۹][۳۰]
- گروه پژوهشی مصالح نوین عمران
- گروه پژوهشی روش‌های نوین اجرایی عمران
- گروه پژوهشی سیستم‌های نوین ساخت[۳۱]

### سایر
- پژوهشکده اساتید[۳۲]
- پژوهش‌سرای دانشجویی[۳۳]
- پژوهشکده فناوری اطلاعات
- مرکز محاسبات پیشرفته

### کتابخانه مرکزی دانشگاه سمنان[۳۴]
کتابخانه مرکزی دانشگاه سمنان دارای کتابخانه‌ها و واحدهای زیرمجموعه زیر می‌باشد.
- 1.مرکز اطلاع‌رسانی
- 2.کتابخانه دانشکده مهندسی
- 3.کتابخانه دانشکده علوم پایه
- 4.کتابخانه دانشکده هنر
- 5.کتابخانه دانشکده روان‌شناسی
- 6.کتابخانه دانشکده دامپزشکی
- 7.کتابخانه دانشکده علوم انسانی

#### آمفی‌تئاتر و کتابخانه مرکزی دانشگاه سمنان
به گزارش روابط عمومی دانشگاه سمنان؛ طراحی ساختمان آمفی‌تئاتر و کتابخانه مرکزی دانشگاه سمنان که در سایت اصلی این دانشگاه در حال ساخت است به عنوان کانسپت‌های (concept) برتر معماری و هنر در مجلات و وب‌سایت‌های معتبر بین‌المللی به چاپ رسیده است.
مجله و وب‌سایت evolo ایالات متحده آمریکا که تنها به طرح‌های پیشرو و خلاقانه و دارای ارزش هنری در سطح بسیار بالا در قرن ۲۱ می‌پردازد این طرح را به صورت مفصل مورد بررسی قرار داده است.
اخیراً وب‌سایت معتبر Architectural طرح آمفی‌تئاتر و کتابخانه مرکزی دانشگاه سمنان را در کنار طرح بزرگ‌ترین معماران دنیا از جمله زاها حدید، نورمن فاستر استیون هال و گروه BIG به عنوان پربازدیدکننده‌ترین طرح‌های فرهنگی دنیا در سال ۲۰۱۲ اعلام نموده است.
این طرح در لیست مورد نظر در کنار موزه ماکسی رم اثر زاهاحدید برنده بهترین ساختمان سال دنیا در سال ۲۰۱۰ در فستیوال جهانی معماری قرار گرفته است.
در این پروژه سعی شده که حجم مجموعه کتابخانه دانشگاهی و سالن آن به عنوان یک تندیس یا یک عکس به یاد ماندنی باقی بماند. گره و چفد ضربدری در نما، حجم را از نظر بصری به هم پیوسته نشان می‌دهد. در حالی که شیشه‌های ثابت تیره مثلثی شکل فضا را روشن می‌کند و در واقع به نوعی با نور و سایه بازی می‌کند. این عناصر با کاهش نور خورشید بخصوص در تابستان گرم و خشک سمنان یک فضای آرام را به وجود می‌آورد.
آمفی‌تئاتر ۱۰۰۰ صندلی و ۱۰۰ تا ۲۰۰ صندلی برای سالن تجمع، فضای چند منظوره، فضای انتظار و… را شامل می‌شود.
کتابخانه شامل :بخش مطالعه، نشیمن مخصوص مطالعه روزنامه، ذخیره‌سازی چند زبانه، کافی نت، سالن مجموعه مراجع، دفتر اداری، فضای کتب نفیس و … است.
طراحی آمفی‌تئاتر و کتابخانه دانشگاه سمنان توسط مهندسین مشاور معماری موج نو در سال ۲۰۰۶ انجام شده و در مساحت ناخالص هشت هزار متر مربع در حال ساخت است.

## پارک علم و فناوری دانشگاه سمنان
تأسیس پارک علم و فناوری دانشگاه سمنان، از جمله مصوبات هیئت دولت ایران در سفرهای استانی به استان سمنان در سال ۱۳۸۶ بوده است تا دومین پارک علم و فناوری استان سمنان به نام «پارک علم و فناوری دانشگاه سمنان» در کنار دانشگاه سمنان ایجاد گردد.
این پارک توسط استاندار و مردم شهرستان سمنان و شهرستان مهدی‌شهر در اسفند ماه ۱۳۸۶ افتتاح گردید. در پی این افتتاح کمیته فناوری وزارت علوم، تحقیقات و فناوری در تاریخ ۳۰/۱۰/۱۳۸۷ با تأسیس پارک علم و فناوری دانشگاه سمنان، رسماً موافقت نمود.
اهداف پارک عبارتند از:
1. کمک به ارتقاء دانش فنی واحدهای فناوری به منظور رقابت در عرصه جهانی.
2. سازماندهی برای ارائه خدمات مؤثر و مورد نیاز به واحدهای فناوری به منظور کمک به رشد آن‌ها.
3. ایجاد پیوند بین امکانات و منابع دانشگاه‌ها و مراکز علمی و فناوری و صنعتی منطقه و توانایی واحدهای فناوری.
4. کمک در جهت‌دهی مراکز علمی مرتبط با پارک بسوی تحقیق در رشته‌های مورد نیاز واحدهای فناوری.
5. ایجاد بستری مناسب برای فعالیت واحدهای تحقیق و توسعه دولتی و غیردولتی در پارک.
6. تشویق پژوهش با هدف توسعه محصولات و فرایندها با هدف دستیابی به فناوری پویا و رقابت‌پذیر.
7. کمک به ایجاد شرکت‌ها و بنگاه‌های اقتصادی جدید از طریق مراکز رشد واحدهای فناوری.
8. کمک به تجاری‌سازی نتایج تحقیقات.

### ارکان پارک
پارک علم و فناوری دانشگاه سمنان یکی از پارک‌های علم و فناوری ایران است که در شهرستان سمنان قرار دارد. این پارک در سال ۱۳۸۶ تأسیس شد. پارک علم و فناوری سمنان دارای مراکز زیر است:
- مرکز رشد واحدهای فناوری سمنان
- مرکز رشد واحدهای فناوری - واحد (اقماری) مهدی‌شهر
- دفتر ارتباط با صنعت
- مرکز کارآفرینی
- کانون علوم نوین (پارک علمی کودکان و نوجوانان)
- کانون شکوفایی خلاقیت
- مرکز مشاوره مالکیت فکری
- دفتر طرح‌های تحقیقاتی
- دفتر مالکیت معنوی و انتقال فناوری
- مرکز مطالعات توسعه ایده و آینده‌پژوهی

## مرکز رشد واحدهای فناور در دانشگاه سمنان
این مرکز از اواخر سال ۱۳۸۶ فعالیت خود را آغاز کرد و چند هسته فناور و مؤسسات در مراحل پیش رشد و رشد در این مرکز مستقر گردیده‌اند. تسهیل در انتقال فناوری، حمایت از تجاری‌سازی تحقیقات و کاهش ریسک مؤسسات نوبنیاد با کمک جذب سرمایه‌های اولیه و مشاوره‌های لازم از اهداف این مرکز است. در حال حاضر واحد اداری این مرکز در پارک علم و فناوری دانشگاه سمنان و واحدهای فناور این مرکز در پردیس شماره ۳ دانشگاه مستقرهستند.

## نشریات و مجلات
در حال حاضر دانشگاه سمنان دارای ۱۹ نشریه علمی و تخصصی می‌باشد که از این بین ۸ مجله به زبان انگلیسی، ۱۰ مجله به زبان فارسی و یک مجله به زبان عربی منتشر می‌شود. 4 مجله در Scopus و 10 مجله در DOAJ نمایه شده اند. همچنین 2 مجله عضو کمیته بین المللی اخلاق نشر (COPE) هستند.
1. مجله مدلسازی در مهندسی[۴۰]
2. مجله اندیشه علوم [شیمی کاربردی][۴۱]
3. مجله دانشکده علوم انسانی (علمی ترویجی)
4. مجله مطالعات فقه و حقوق اسلامی[۴۲]
5. فصلنامه تخصصی مطالعات زبانی بلاغی[۴۳]
6. مجله روان‌شناسی بالینی[۴۴]
7. مجله اندیشه‌های نوین در مدیریت
8. فصلنامه مدلسازی اقتصادسنجی[۴۵]
9. مجله تحقیقات آزمایشگاهی دامپزشکی[۴۶]
10. نشریه هنرهای کاربردی[۴۷]
11. دراسات فی اللغةالعربیة و آدابها[۴۸]
12. International Journal of Nonlinear Analysis and applications مجله بین الملی آنالیز غیرخطی و کاربردهای آن[۴۹]
13. Journal of Rehabilitation in Civil Engineering[۵۰]
14. Journal of Heat and Mass Transfer Research[۵۱]
15. مهندسی زیرساخت‌های حمل و نقل[۵۲]
16. Iranian Journal of Cognition and Education[۵۳]
17. Mechanics of Advanced Composite Structures[۵۴]
18. Advances in Nanocomposite Research[۵۵]

## تشکل‌های دانشجویی

### انجمن اسلامی دانشجویان
این تشکل، قدیمی‌ترین تشکل دانشجویی دانشگاه سمنان بوده که در سال ۱۳۶۲ تأسیس گردیده است.
این تشکل به ادعای خود، برخلاف انجمن اسلامی دفتر تحکیم وحدت دارای تفکر اصولی و منطقی و در راستای نظام و مطالبات دانشجویی می‌باشد که هر ساله با برگزاری مراسم فرهنگی، علمی، صنفی و سیاسی پاسخگوی نیازهای دانشجویان در این زمینه‌ها بوده‌است.
(وب سایت انجمن اسلامی دانشجویان دانشگاه سمنان)

### انجمن‌های علمی دانشجویی - پژوهش‌سرای دانشجویی
این انجمن در چهارمین جشنواره ملی حرکت توانست عنوان انجمن علمی برگزیده کشور در حوزه معماری و ششمین تشکل علمی دانشجویی فعال سراسر کشور را کسب کند.
انجمن علمی عمران دانشگاه سمنان یکی از انجمن‌های فعال علمی کشور در حوزه عمران بوده که در سال‌های گذشته فعالیت‌هایی چون برگزاری سالیانه مسابقات کشوری پل ماکارونی و حضور در مسابقات ملی پل فولادی، داشته است. این انجمن در ششمین جشنواره ملی حرکت قابل تقدیر در بخش پژوهش فنی و مهندسی و در هفتمین جشنواره ملی حرکت قابل تقدیر در بخش تألیف و ترجمه کتاب شناخته شد.

## رویدادها

### دریافت مجوز ایجاد رشته گویش محلی
دانشگاه سمنان که مجوز ایجاد دو واحد از رشته گویش سمنانی را از فرهنگستان زبان و ادبیات فارسی دریافت کرده است، همایش‌ها و سمینارهای مختلفی را در حوزه زبان‌شناسی برگزار کرده که همایش بین‌المللی گویش‌های مناطق کویری با حضور ۱۱ کشور از جمله آنهاست.

### حل قضیه لیب پس از ۴۱ سال
گروه ریاضیات ایران پس از ۴۱ سال توانست کوتاه‌ترین راه حل معمای ریاضی را کشف و آن را در مجله بین‌المللی «Advances in Mathematics» به چاپ برسانند.
به گزارش روابط عمومی دانشگاه سمنان، لیب استاد برجسته ریاضی فیزیک جهان در سال ۱۹۷۲، قضیه کانتیویتی را مطرح و آن را در مجله اَدوَنس مت به چاپ رساند.
رئیس دانشگاه سمنان گفت:
اعضای گروه حل این مسئله مجید اسحاقی از دانشگاه سمنان، اسماعیل نیکوفر از دانشگاه پیام نور تهران و علی عبادیان از دانشگاه ارومیه بودند.
مجید اسحاقی، سرپرست گروه محققان در این باره گفت:
قضیه کانتیویتی لیب نخستین معمای ریاضی در زمینه توابع محدب است که مهم‌ترین توابع در آنالیز کاربردی است و در مکانیک کوانتوم، صنایع نظامی و فضایی کاربرد دارد.
مقاله استاد دانشگاه سمنان کوتاهترین و جدیدترین اثبات برای قضیه «Lieb» است. اسحاقی اثبات ده صفحه‌ای قضیه لیب را به اثباتی یک خطی کاهش داد.
Advances in Mathematics» یکی از مهم‌ترین مجلات در ریاضیات محض است و بسیاری از مقالاتی که در این مجله چاپ می‌شوند راه جدیدی در ریاضیات باز می‌کنند.
پایگاه «تامسون رویترز» (ISI) که هر سه ماه یک بار فهرست دانشمندان برتر ریاضی جهان را اعلام می‌کند، نام مجید اسحاقی گرجی را به عنوان دانشمند برتر در سال ۲۰۱۳ در فهرست خود منتشر کرد.

### مرگ یک دانشجو بر اثر برق گرفتگی
صبح روز سه شنبه ۹ مهر ۱۳۹۲، مجتبی بانی دانشجوی ترم ۶ رشتهٔ برق(قدرت) دانشگاه سمنان، بر اثر برق گرفتگی شدید در کارگاه برق (کارگاه شهید خابوری) دانشگاه سمنان کشته شد.
صدها دانشجو پس از اطلاع از این حادثه در پشت درب‌های کارگاه تجمع کرده و تا عصر هنگام اعتراض خود را از بی‌توجهی مسئولان دانشگاه به وضعیت دانشجویان و کهنه و غیراستاندارد بودن تجهیزات آزمایشگاهی اعلام داشتند. (به گفتهٔ رئیس دانشگاه تجهیزات کارگاه مربوط به ۲۰ تا ۲۵ سال پیش است)
دانشجویان بی‌اعتنایی به اعتراض و درخواست‌های دانشجویان مبنی بر رفع نواقص این کارگاه را یکی از دلایل مرگ این جوان دانشجو قلمداد کردند و گفتند: آیا فراهم کردن کم‌ترین امکانات نظیر کفش و دست‌کش ایمنی برای دانشجویانی که با برق سه فاز کار می‌کنند، لازم نیست؟
حراست دانشگاه سعی در کنترل و متفرق کردن دانشجویان داشت و اجازهٔ ورود هیچ خبرنگاری به محیط دانشگاه داده نمی‌شد. تنها پس از گذشت ۴ ساعت خیرالدین رئیس دانشگاه سمنان در محل حادثه حاضر گشت که به علت شلوغی و بی نظمی دانشجویان نتوانست سخنرانی خود را تکمیل نماید. کشته شدن این دانشجو در حالی رخ داده است که به گفتهٔ همکلاسان این دانشجو درست روز قبل از آن نیز دست یک دانشجوی دختر(خانم حاتمی) در همین کارگاه دچار برق گرفتگی شده بود.

### چهلمین سالگرد تأسیس
در ۲۵ دی ماه سال ۱۳۹۲ مراسم گرامیداشت چهلمین سال تأسیس دانشگاه سمنان و تجلیل از دانش آموختگان، مؤثرین، رؤسا و کارکنان این دانشگاه برگزار شد.
همچنین رونمایی از دستاوردهای دانشگاه و افتتاح برخی طرح‌های عمرانی با حضور ریاست وقت دانشگاه، علی خیرالدین، نمایندگان سابق و کنونی سمنان در مجلس شورای اسلامی، فرماندار و استاندار سمنان و دیگر مسئولان استانی و شهرستانی به همراه جمع بزرگی از دانش آموختگان گذشته دانشگاه سمنان از دیگر برنامه‌های این مراسم بود.

### قرار گرفتن در فهرست یک صد برتر دانشگاه‌های تأثیرگذار جهان
بر اساس اطلاعات پایگاه طلایه داران علم تامسون رویترز (ESI) دانشگاه سمنان در فهرست یکصد برتر دانشگاه‌های تأثیرگذار از نظر تعداد استنادات در ده سال اخیر قرار گرفت.
به گزارش روابط عمومی دانشگاه سمنان، رئیس دانشگاه سمنان با اعلام این خبر گفت: پایگاه طلایه داران علم تامسون رویترز، فهرستی از مؤثرترین دانشگاه‌های دنیا را معرفی می‌نماید و بر اساس آن این فهرست هر دو ماه یکبار روز آمد شده به نحوی که دانشگاه‌ها مرتباً مورد ارزیابی قرار گرفته و در صورت عدم کسب حد نصاب امتیاز، حذف می‌گردند.
عباس هنر بخش رئوف افزود: برای انتخاب مؤثرترین دانشگاه‌ها، کلیه دانشگاه‌ها و موسسات تحقیقاتی دنیا بر حسب میزان تأثیرگذاری آن مشخص و مرتب‌سازی می‌شوند و در گام بعدی یک درصد برتر آن‌ها که دارای بیشترین میزان اثرگذاری بوده‌اند انتخاب و معرفی می‌شوند.
رئیس دانشگاه سمنان با بیان اینکه در ده سال اخیر بیش از سه هزار و ۳۶۲ عنوان مقاله علمی در زمینه‌های مختلف توسط اعضای هیئت علمی این دانشگاه تولید و در مجلات و پایگاه‌های معتبر علمی منتشر شده است ادامه داد: پس از این بررسی‌ها دانشگاه سمنان هم به عنوان بیشترین میزان اثرگذاری در میان یک درصد دانشگاه‌های برتر قرار گرفت.
هنر بخش، کسب این موفقیت را نشان دهنده توان علمی بسیار بالا عنوان کرد و گفت: میزان استنادها به انتشارات علمی یک کشور و یک دانشگاه از جمله شاخص‌های مهمی است که بیانگر میزان تکیه نظام جهانی علم بر علم آن کشور است و دنیای امروز استنادها را به عنوان یکی از شاخص‌های اصلی مرجعیت پذیرفته است.
هنر بخش با بیان اینکه کسب مرجعیت علمی دشوار بوده و نیازمند برنامه‌ریزی و یک جهاد علمی است افزود: صد دانشگاه برتر دنیا در پنج سال گذشته ۳۴ درصد از کل استنادهای دنیا را دریافت کرده‌اند و توانستند ۲۱ درصد از علم دنیا را تولید کنند.

## گالری تصاویر

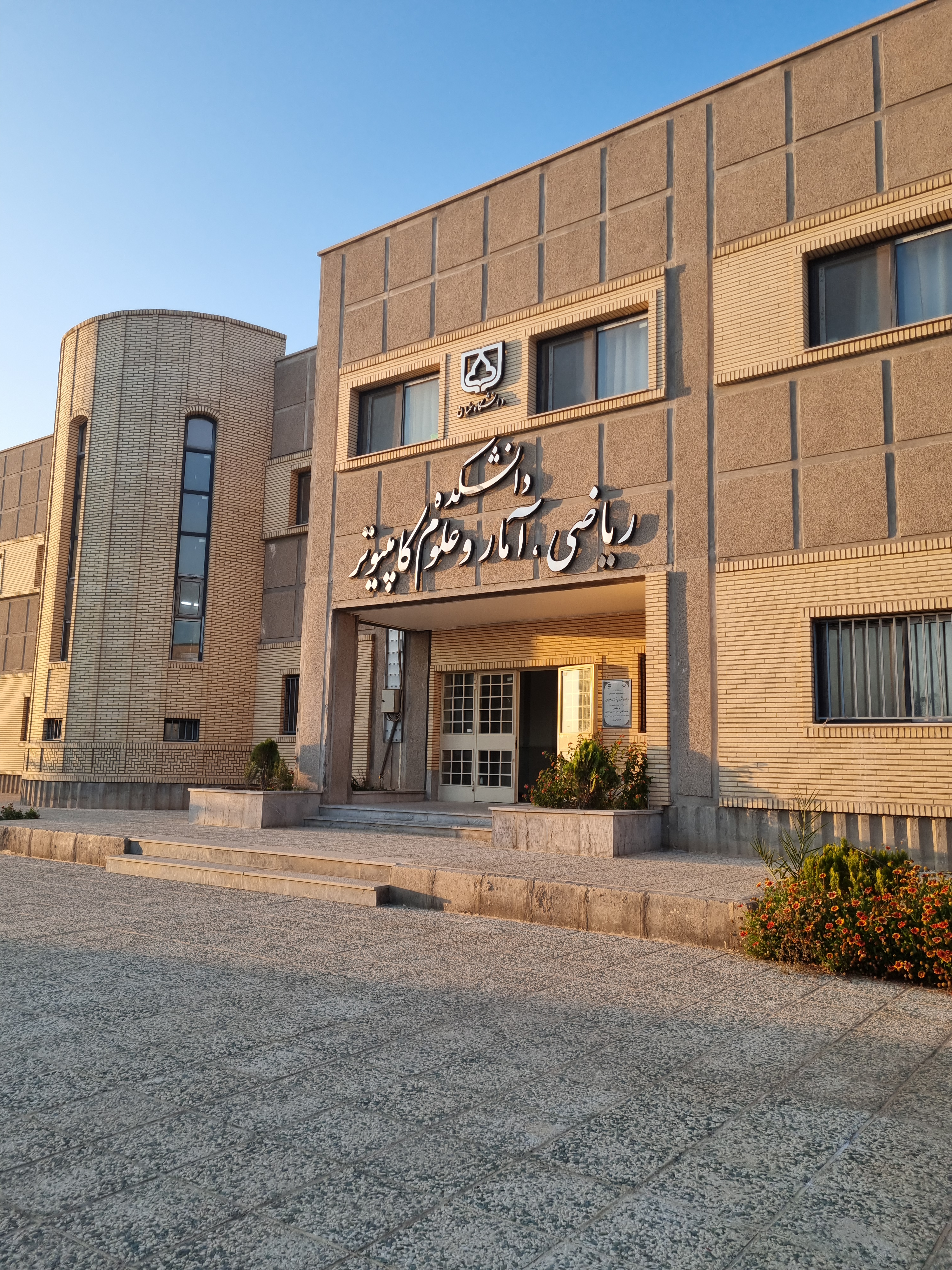
تصویری از دانشکده ریاضی، آمار و علوم کامپیوتر دانشگاه سمنان